# Барон Ренфрю

Герб Стуардів Розесей

Барон Ренфрю (англ. Baron of Renfrew) — історичний титул володарів Шотландії — старших синів короля, спадкоємців Шотландського престолу.
Нині цей титул має спадкоємець Британському престолу, зараз принц Уельський Чарльз.

## Історія
Виник як титул спадкоємця королів Шотландії, починаючи з 1404 року. Тісно пов'язаний з титулом Герцога Розесей та титулом Лорда Островів.
Першими відомими Баронами Ренфрю були сини короля Шотландії Роберта III Девід Стюард та Джеймс Стюард.
Акт шотландського парламенту, прийнятий у 1469 р., офіційно затвердив титул та модель правонаступництва.
Місто Ренфрю, що знаходиться поблизу Глазго, називають «колискою королівських Стюартів».
У Шотландії барони мали феодальні титули, а не спадкові: шотландський лорд парламенту прирівнюється до англійського або британського барона.
Проте Закон 1469 року фактично підняв титул баронів Ренфрю до гідності спадкового герцогського титулу.
1603 р. після «Союзу корон» цей титул переходить до титулатури Великої Британії. Хоча династія Стюартів продовжувала боротись за нього, вважаючи його своїм, династичним.
Офіційна позиція щодо нинішнього статусу цього титулу була викладена в постанові (Hansard) Палати лордів від 18 травня 1999 року: «Баронія Ренфрю взагалі не є спадковим титулом; це феодальна або мала баронія Шотландії».
В кінці ХІХ та на початку XX ст. титул лорда Ренфрю використовували у мандрівках принц Уельський (пізніше король) Едвард VII та принц Едвард, герцог Розесей (згодом король Едуард VIII, а потім герцог Віндзорський), коли вони мандрували у приватні подорожі або хотіли побувати десь «інкогніто».
Зараз титул Барон Ренфрю є частиною офіційного титулу Принца Уельського, спадкоємця престолу Великої Британії.